# Alfabeto tailandês
O alfabeto tailandês (em tailandês: อักษร; Akson thai) é usado para escrever o idioma tailandês e outros idiomas na Tailândia. Ele tem 44 consoantes, 15 símbolos de vogal - que combinam em pelo menos 28 formas de vogal - e cinco sinais diacríticos de tons.
Embora comumente referido como o "alfabeto tailandês", a escrita não é de facto um verdadeiro alfabeto , mas uma abugida, um sistema de escrita em que cada consoante pode invocar um som de vogal inerente. No caso da escrita tailandesa este é um 'a' implícito ou 'o'. Consoantes são escritos horizontalmente da esquerda para a direita, com vogais disposta por cima, em baixo, à esquerda, para a direita ou da consoante correspondente, ou numa combinação de posições.
A escrita tailândesa tem seu próprio conjunto de números tailandeses que são baseados no sistema de algarismos indo-arábicos, mas o padrão ocidental dos algarismos indo-arábico são também vulgarmente utilizados. Eles são mostrados na tabela abaixo:
| Algarismos arábicos | 0 | 1 | 2 | 3 | 4 | 5 | 6 | 7 | 8 | 9 |
| Tailandês           | ๐ | ๑ | ๒ | ๓ | ๔ | ๕ | ๖ | ๗ | ๘ | ๙ |

## Listagem alfabética
O tailandês (juntamente com seu sistema irmão, Lao) carece de consoantes conjuntas e vogais independentes, enquanto ambos os designs são comuns entre as escritas brami (por exemplo, birmanês e balinês). Em escritas com consoantes conjuntas, cada consoante tem duas formas: base e conjunta. Encontros consonantais são representados com os dois estilos de consoantes. Os dois estilos podem formar ligaduras tipográficas, como em Devanagari. Vogais independentes são usadas quando uma sílaba começa com um sinal de vogal.

### Consoantes
Existem 44 letras consoantes representando 21 sons consonantais distintos. As consoantes duplicadas correspondem a sons que existiam em tailandês antigo na época em que o alfabeto foi criado, mas não existem mais (em particular, obstruintes sonoras como b d g v z), ou diferentes consoantes sânscritas e páli pronunciadas de forma idêntica em tailandês. Além disso, há quatro caracteres de combinação consoante-vogal não incluídos na contagem de 44.
Em tailandês, um som consonantal pode ser representado por mais de uma letra. Os tailandeses, ao dizerem uma consoante, dão um exemplo de palavra que começa com essa letra, para especificar a qual consoante particular eles estão se referindo. Por exemplo, a palavra tailandesa para frango ไก่ (gài) começa com a letra ก (gor). Dessa forma, a letra ก (gor) sempre será referida como "gor gài". O nome completo de cada letra (seu som mais a palavra de referência) é sempre usado ao soletrar palavras em tailandês.
Como o tailandês é uma língua tonal, o que significa que as palavras podem ser pronunciadas com 5 tons diferentes com significados totalmente distintos. As classes de consoantes são uma das coisas que determinam os tons de uma palavra. As consoantes são divididas em três classes — podem ser médias (กลาง, klang), altas (สูง, sung), ou baixa (ต่ำ, tam) — conforme mostrado na tabela abaixo:
| Símbolo | Nome      | Nome         | Nome                             | RTGS    | RTGS   | IPA         | IPA      | Classe |
| Símbolo | Tailandês | RTGS         | Significado                      | Inicial | Final  | Inicial     | Final    | Classe |
| ------- | --------- | ------------ | -------------------------------- | ------- | ------ | ----------- | -------- | ------ |
| ก       | ก ไก่      | ko kai       | galinha                          | k       | k      | [k]         | [k̚]      | média  |
| ข       | ข ไข่      | kho khai     | ovo                              | kh      | k      | [kʰ]        | [k̚]      | alta   |
| ฃ       | ฃ ขวด     | kho khuat    | garrafa (obsoleta)               | kh      | k      | [kʰ]        | [k̚]      | alta   |
| ค       | ค ควาย    | kho khwai    | búfalo                           | kh      | k      | [kʰ]        | [k̚]      | baixa  |
| ฅ       | ฅ คน      | kho khon     | pessoa (obsoleta)                | kh      | k      | [kʰ]        | [k̚]      | baixa  |
| ฆ       | ฆ ระฆัง    | kho ra-khang | sino                             | kh      | k      | [kʰ]        | [k̚]      | baixa  |
| ง       | ง งู       | ngo ngu      | serpente                         | ng      | ng     | [ŋ]         | [ŋ]      | baixa  |
| จ       | จ จาน     | cho chan     | prato (utensílio)                | ch      | t      | [tɕ]        | [t̚]      | média  |
| ฉ       | ฉ ฉิ่ง      | cho ching    | pratos (instrumento musical)     | ch      | –      | [tɕʰ]       | –        | alta   |
| ช       | ช ช้าง     | cho chang    | elefante                         | ch      | t      | [t͡ɕʰ], [ʃ]  | [t̚]      | baixa  |
| ซ       | ซ โซ่      | so so        | corrente                         | s       | t      | [s]         | [t̚]      | baixa  |
| ฌ       | ฌ เฌอ     | cho choe     | árvore                           | ch      | –      | [t͡ɕʰ]       | –        | baixa  |
| ญ       | ญ หญิง     | yo ying      | mulher                           | y       | n      | [j]         | [n]      | baixa  |
| ฎ       | ฎ ชฎา     | do cha-da    | Makuṭa (cocar)                   | d       | t      | [d]         | [t̚]      | média  |
| ฏ       | ฏ ปฏัก     | to pa-tak    | aguilhão, dardo                  | t       | t      | [t]         | [t̚]      | média  |
| ฐ       | ฐ ฐาน     | tho than     | pedestal                         | th      | t      | [tʰ]        | [t̚]      | alta   |
| ฑ       | ฑ มณโฑ    | tho montho   | Montho, personagem do Ramayana   | th or d | t      | [tʰ] or [d] | [t̚]      | baixa  |
| ฒ       | ฒ ผู้เฒ่า    | tho phu-thao | idoso                            | th      | t      | [tʰ]        | [t̚]      | baixa  |
| ณ       | ณ เณร     | no nen       | Samanera                         | n       | n      | [n]         | [n]      | baixa  |
| ด       | ด เด็ก     | do dek       | criança                          | d       | t      | [d]         | [t̚]      | média  |
| ต       | ต เต่า     | to tao       | tartaruga                        | t       | t      | [t]         | [t̚]      | média  |
| ถ       | ถ ถุง      | tho thung    | saco                             | th      | t      | [tʰ]        | [t̚]      | alta   |
| ท       | ท ทหาร    | tho thahan   | soldado                          | th      | t      | [tʰ]        | [t̚]      | baixa  |
| ธ       | ธ ธง      | tho thong    | bandeira                         | th      | t      | [tʰ]        | [t̚]      | baixa  |
| น       | น หนู      | no nu        | rato                             | n       | n      | [n]         | [n]      | baixa  |
| บ       | บ ใบไม้    | bo baimai    | folha                            | b       | p      | [b]         | [p̚]      | média  |
| ป       | ป ปลา     | po pla       | peixe                            | p       | p      | [p]         | [p̚]      | média  |
| ผ       | ผ ผึ้ง      | pho phueng   | abelha                           | ph      | –      | [pʰ]        | –        | alta   |
| ฝ       | ฝ ฝา      | fo fa        | tampa                            | f       | –      | [f]         | –        | alta   |
| พ       | พ พาน     | pho phan     | Phan (tipo de pedestal)          | ph      | p      | [pʰ]        | [p̚]      | baixa  |
| ฟ       | ฟ ฟัน      | fo fan       | dente                            | f       | p      | [f]         | [p̚]      | baixa  |
| ภ       | ภ สำเภา   | pho sam-phao | Junk (navio Chinês)              | ph      | p      | [pʰ]        | [p̚]      | baixa  |
| ม       | ม ม้า      | mo ma        | cavalo                           | m       | m      | [m]         | [m]      | baixa  |
| ย       | ย ยักษ์     | yo yak       | gigante, yaksha                  | y       | – or n | [j]         | – or [n] | baixa  |
| ร       | ร เรือ     | ro ruea      | barco                            | r       | n      | [r]         | [n]      | baixa  |
| ล       | ล ลิง      | lo ling      | macaco                           | l       | n      | [l]         | [n]      | baixa  |
| ว       | ว แหวน    | wo waen      | anel                             | w       | –      | [w]         | –        | baixa  |
| ศ       | ศ ศาลา    | so sala      | pavilhão, Sala (barco tailândes) | s       | t      | [s]         | [t̚]      | alta   |
| ษ       | ษ ฤๅษี     | so rue-si    | eremita                          | s       | t      | [s]         | [t̚]      | alta   |
| ส       | ส เสือ     | so suea      | tigre                            | s       | t      | [s]         | [t̚]      | alta   |
| ห       | ห หีบ      | ho hip       | peito, caixa                     | h       | –      | [h]         | –        | alta   |
| ฬ       | ฬ จุฬา     | lo chu-la    | pipa                             | l       | n      | [l]         | [n]      | baixa  |
| อ       | อ อ่าง     | o ang        | recipiente                       | –       | –      | [ʔ]         | –        | média  |
| ฮ       | ฮ นกฮูก    | ho nok-huk   | coruja                           | h       | –      | [h]         | –        | baixa  |

### Vogais
Os sons vocálicos e ditongos tailandeses são escritos usando uma mistura de símbolos vocálicos em uma base consonantal. Cada vogal é mostrada em sua posição correta em relação a uma consoante de base e às vezes também a uma consoante final. Observe que as vogais podem ir acima, abaixo, à esquerda ou à direita da consoante ou combinações desses lugares. Se uma vogal tiver partes antes e depois da consoante inicial, e a sílaba começar com um encontro consonantal, a divisão irá ao redor de todo o conjunto.
Vinte e um elementos de símbolos vocálicos são tradicionalmente nomeados, os quais podem aparecer sozinhos ou em combinação para formar símbolos compostos.
| Símbolo | Nome                     | Nome                                   | Combinações                                                                                        |
| Símbolo | Tailandês                | RTGS                                   | Combinações                                                                                        |
| ------- | ------------------------ | -------------------------------------- | -------------------------------------------------------------------------------------------------- |
| ะ       | วิสรรชนีย์, นมนาง           | Wisanchani (from Sanskrit visarjanīya) | ◌ะ; ◌ัวะ; เ◌ะ; เ◌อะ; เ◌าะ; เ◌ียะ; เ◌ือะ; แ◌ะ; โ◌ะ                                                     |
| ◌ั       | ไม้หันอากาศ, ไม้ผัด, หางกังหัน | Mai han a-kat                          | ◌ั◌; ◌ัว; ◌ัวะ                                                                                        |
| ◌็       | ไม้ไต่คู้, สัญญะประกาศ        | Mai tai khu                            | ◌็; ◌็อ◌; เ◌็◌; แ◌็◌                                                                                   |
| า       | ลากข้าง                   | Lak khang                              | ◌า; ◌า◌; ◌ํา; เ◌า; เ◌าะ                                                                             |
| ◌ิ       | พินทุ์อิ, พินทุอิ               | Phinthu i                              | ◌ิ; เ◌ิ◌; ◌ี; ◌ี◌; เ◌ีย; เ◌ียะ; ◌ื◌; ◌ือ; เ◌ือ; เ◌ือะ                                                        |
| ◌̍       | ฝนทอง                    | Fon thong                              | ◌ี; ◌ี◌; เ◌ีย; เ◌ียะ                                                                                   |
| ◌̎       | ฟันหนู, มูสิกทันต์             | Fan nu                                 | ◌ื◌; ◌ือ; เ◌ือ; เ◌ือะ                                                                                  |
| ◌ํ       | นิคหิต, นฤคหิต, หยาดน้ำค้าง   | Nikkhahit                              | ◌ึ; ◌ึ◌; ◌ํา                                                                                          |
| ◌ุ       | ตีนเหยียด, ลากตีน           | Tin yiat                               | ◌ุ; ◌ุ◌                                                                                              |
| ◌ู       | ตีนคู้                      | Tin khu                                | ◌ู; ◌ู◌                                                                                              |
| เ       | ไม้หน้า                    | Mai na                                 | เ◌; เ◌◌; เ◌็◌; เ◌อ; เ◌อ◌; เ◌อะ; เ◌า; เ◌าะ; เ◌ิ◌; เ◌ีย; เ◌ีย◌; เ◌ียะ; เ◌ือ; เ◌ือ◌; เ◌ือะ; แ◌; แ◌◌; แ◌็◌; แ◌ะ |
| โ       | ไม้โอ                     | Mai o                                  | โ◌; โ◌◌; โ◌ะ                                                                                       |
| ใ       | ไม้ม้วน                    | Mai muan                               | ใ◌                                                                                                 |
| ไ       | ไม้มลาย                   | Mai malai                              | ไ◌                                                                                                 |
| อ       | ตัว อ                     | Tua o                                  | ◌อ; ◌็อ◌; ◌ือ; เ◌อ; เ◌อ◌; เ◌อะ; เ◌ือ; เ◌ือะ                                                            |
| ย       | ตัว ย                     | Tua yo                                 | เ◌ีย; เ◌ีย◌; เ◌ียะ                                                                                    |
| ว       | ตัว ว                     | Tua wo                                 | ◌ัว; ◌ัวะ                                                                                            |
| ฤ       | ตัว ฤ                     | Tua rue                                | ฤ                                                                                                  |
| ฤๅ      | ตัว ฤๅ                    | Tua rue                                | ฤๅ                                                                                                 |
| ฦ       | ตัว ฦ                     | Tua lue                                | ฦ                                                                                                  |
| ฦๅ      | ตัว ฦๅ                    | Tua lue                                | ฦๅ                                                                                                 |
|         |                          |                                        | |

## Pontuação
As pausas menores nas frases podem ser marcadas por uma vírgula (tailandês: จุลภาค ou ลูกน้ำ, chunlaphak ou luk nam) e as pausas maiores por um ponto (tailandês: มหัพภาค ou จุด, mahap phak ou chut), mas na maioria das vezes são marcadas por um espaço em branco espaço (tailandês: วรรค, wak). A escrita tailandesa também usa aspas (tailandês: อัญประกาศ, anyaprakat) e parênteses (colchetes) (tailandês: วงเล็บ, wong lep ou tailandês: นขลิขิต, nakha likhit), mas não colchetes ou chaves.
Um paiyan noi ฯ (tailandês: ไปยาลน้อย) é usado para abreviação. Um paiyan yai ฯลฯ (tailandês: ไปยาลใหญ่) é o mesmo que "etc." em português.
Vários caracteres obsoletos indicavam o início ou o fim das seções. Um "olho de pássaro" ๏ (em tailandês: ตาไก่, ta kai, oficialmente chamado de ฟองมัน, fong man) anteriormente indicava parágrafos. Um angkhan kuu ๚ (Tailandês: อังคั่นคู่) foi usado anteriormente para marcar o fim de um capítulo. Um kho mut ๛ (tailandês: โคมูตร) era usado anteriormente para marcar o final de um documento, mas agora está obsoleto.

## Curiosidades
- O alfabeto tailandês é escrito da esquerda para a direita (assim como o alfabeto latino), porém não há espaços entre as palavras. Os espaços são usados apenas em circunstâncias específicas, sendo portanto, equivalente a um ponto final ou vírgula.[8]
- O alfabeto tem muitas consoantes supérfluas, por exemplo, existem quatro maneiras de escrever a letra S e seis para a letra T.[8]